# Bidon
Bidon település Franciaországban, Ardèche megyében. Lakosainak száma 256 fő (2022. január 1.). Bidon Bourg-Saint-Andéol, Gras, Saint-Marcel-d’Ardèche, Saint-Remèze és Aiguèze községekkel határos.

## Népesség
A település népességének változása:
| Lakosok száma | 29   | 59   | 69   | 144  | 232  | 235  | 241  | 251  | 256  | 256  |
|               | 1968 | 1982 | 1990 | 2006 | 2013 | 2015 | 2017 | 2019 | 2020 | 2022 |